# ミニ碁一番勝負
『ミニ碁一番勝負』（ミニご・いちばんしょうぶ）はよみうりテレビで1987年4月から2002年6月にかけて週末早朝30分間放送されていた囲碁対局番組である。当初はアマチュア対局の15分番組であったが、1987年9月から30分番組になり、プロ対局も行われるようになった。
番組は初心者でも気軽に楽しめるように通常の碁盤（19×19路、19路盤）ではなく小さな9×9のミニ碁盤（9路盤）を使って囲碁の対局を行うもので、日本棋院や関西棋院の協力を得て放送された。番組は前半がプロ棋士同士による対戦、後半は一般視聴者による勝ち抜き戦で、勝ち抜いた人数によって囲碁の対局時計や、冠スポンサーである富士通のパソコンなどが、また参加賞として19路盤の碁盤セットが贈呈された。

## 歴代チャンピオン（5人抜き達成）
- プロ対局

| 氏名       |
| ---------- |
| 山田規喜   |
| 円田秀樹   |
| 梁川裕政   |
| 新垣朱武   |
| 石田篤司   |
| 矢田直己   |
| 山田至宝   |
| 倉橋正行   |
| 山田規三生 |

- アマチュア対局（有段者の部、級位者の部）

| 氏名       | 備考               |
| ---------- | ------------------ |
| 堀江邦子   | 初代チャンピオン   |
| 今井善京   |                    |
| 桂義文     |                    |
| 徳山信徳   |                    |
| 日野奈保子 |                    |
| 梶山靖夫   |                    |
| 奥喜代孝   |                    |
| 大野翼     |                    |
| 井山裕太   | 後にプロ棋士となる |